# Terra del Foc, Antàrtida i Illes de l'Atlàntic Sud
Terra del Foc, Antàrtida i Illes de l'Atlàntic Sud, al text de la Constitució provincial: Província de Terra del Foc, Antàrtida i Illes de l'Atlàntic Sud, és una de les vint-i-tres províncies que conformen la República Argentina. Alhora, és un dels vint-i-quatre estats autogovernats o jurisdiccions de primer ordre que conformen el país, i un dels vint-i-quatre districtes electorals legislatius nacionals. La seva capital és Ushuaia i la seva ciutat més poblada és Río Grande.
És la província més meridional de l'Argentina. Segons les reivindicacions argentines, no reconegudes per la comunitat internacional, comprèn també el tros de l'Antàrtida que queda al sud del país, i les illes Malvines. La sobirania argentina sobre aquests dos territoris, però, no és acceptada internacionalment.
Fou Territori Nacional fins al 1991, any en què fou reconvertida en província. Limita a l'oest amb la Regió de Magallanes i de l'Antàrtica Xilena, a Xile, i s'encavalca amb el Territori Antàrtic Britànic i, en part, amb el Territori Xilè Antàrtic, tot i que les reclamacions sobre l'Antàrtida no són reconegudes internacionalment, doncs el continent antàrtic, a conseqüència de la signatura del Tractat Antàrtic, ha sigut declarat de sobirania universal i no sotmès a la sobirania de cap estat o país del món.